# Copa Aldao 1936
La Copa Aldao 1936 fue la novena edición del torneo organizado por AFA y AUF. Significo la reanudación del certamen, luego de su última edición en 1928. Enfrentó a River Plate, ganador del Campeonato de Primera División 1936; y Peñarol, ganador del Campeonato de Primera División 1936.
Fue disputada a partido único, el 20 de marzo de 1937, en el estadio Centenario de Montevideo. Consagró como campeón a River Plate, quien obtuvo su primer título en la competición, goleando de forma categórica a Peñarol por 5 a 1.

## Clubes clasificados
Clasificaron como campeones de 1936 en sus respectivas ligas.
| AFA (Argentina) |  | Club Atlético River Plate |  | Campeón de Primera División de Argentina (Copa de Oro 1936) |
| AUF (Uruguay)   |  | Club Atlético Peñarol     |  | Campeón de Primera División de Uruguay (1936)               |

Datos curiosos:
- Martín Aphesteguy, árbitro del encuentro, fue un exjugador de fútbol. En 1914, enfrentó a River Plate en la Cup Tie Competition de ese año, jugando para el Bristol Football Club de Montevideo.

| 20 de marzo de 1937 | Peñarol             | 1:5 (0:2) | River Plate                                                               | Estadio Centenario, Montevideo |                               |
|                     | Severino Varela 60' |           | Bernabé Ferreyra 14' 84' · Adolfo Pedernera 38' 65' · Carlos Peucelle 70' | Árbitro(s): Martín Aphesteguy  | Árbitro(s): Martín Aphesteguy |

## Partido
| Guardameta     | Enrique Ballestrero |  |
| Defensa        | Carlos Scandroglio  |  |
| Defensa        | Mario Barrada       |  |
| Centrocampista | Erebo Zunino        |  |
| Centrocampista | Álvaro Gestido      |  |
| Centrocampista | Galileo Chanes      |  |
| Delantero      | Alberto Taboada     |  |
| Delantero      | Severino Varela     |  |
| Delantero      | Pedro Lago          |  |
| Delantero      | Segundo Villadóniga |  |
| Delantero      | Adelaido Camaití    |  |
| DT             | Athuel Velázquez    |  |

| Guardameta     | Sebastián Sirni    |  |
| Defensa        | Luis Vassini       |  |
| Defensa        | Alberto Cuello     |  |
| Centrocampista | Esteban Malazzo    |  |
| Centrocampista | Bruno Rodolfi      |  |
| Centrocampista | Aarón Wergifker    |  |
| Delantero      | Carlos Peucelle    |  |
| Delantero      | Renato Cesarini    |  |
| Delantero      | Bernabé Ferreyra   |  |
| Delantero      | José Manuel Moreno |  |
| Delantero      | Adolfo Pedernera   |  |
| DT             | Emérico Hirschl    |  |

| Anotado | 60' | Severino Varela |

| Anotado | 14' | Bernabé Ferreyra |
| Anotado | 38' | Adolfo Pedernera |
| Anotado | 65' | Adolfo Pedernera |
| Anotado | 70' | Carlos Peucelle  |
| Anotado | 84' | Bernabé Ferreyra |

| Guardameta     | Enrique Ballestrero |  |
| Defensa        | Carlos Scandroglio  |  |
| Defensa        | Mario Barrada       |  |
| Centrocampista | Erebo Zunino        |  |
| Centrocampista | Álvaro Gestido      |  |
| Centrocampista | Galileo Chanes      |  |
| Delantero      | Alberto Taboada     |  |
| Delantero      | Severino Varela     |  |
| Delantero      | Pedro Lago          |  |
| Delantero      | Segundo Villadóniga |  |
| Delantero      | Adelaido Camaití    |  |
| DT             | Athuel Velázquez    |  |

| Guardameta     | Sebastián Sirni    |  |
| Defensa        | Luis Vassini       |  |
| Defensa        | Alberto Cuello     |  |
| Centrocampista | Esteban Malazzo    |  |
| Centrocampista | Bruno Rodolfi      |  |
| Centrocampista | Aarón Wergifker    |  |
| Delantero      | Carlos Peucelle    |  |
| Delantero      | Renato Cesarini    |  |
| Delantero      | Bernabé Ferreyra   |  |
| Delantero      | José Manuel Moreno |  |
| Delantero      | Adolfo Pedernera   |  |
| DT             | Emérico Hirschl    |  |

| Anotado | 60' | Severino Varela |

| Anotado | 14' | Bernabé Ferreyra |
| Anotado | 38' | Adolfo Pedernera |
| Anotado | 65' | Adolfo Pedernera |
| Anotado | 70' | Carlos Peucelle  |
| Anotado | 84' | Bernabé Ferreyra |

|                                 |
| Bandera de Argentina            |
| Campeón River Plate 1.er título |